# Veauville-lès-Quelles
Veauville-lès-Quelles är en kommun i departementet Seine-Maritime i regionen Normandie i norra Frankrike. Kommunen ligger i kantonen Ourville-en-Caux som tillhör arrondissementet Le Havre. År 2022 hade Veauville-lès-Quelles 125 invånare.

## Befolkningsutveckling
Antalet invånare i kommunen Veauville-lès-Quelles
| Referens: INSEE |